# Diệc mỏ thuyền
Diệc mỏ thuyền (danh pháp hai phần: Cochlearius cochlearius) là một loài chim thuộc chi đơn loài Cochlearius, họ Diệc.. Diệc mỏ thuyền đôi khi được phân loại như là diệc, nhưng đôi khi lại được xếp trong họ riêng của chính nó là Cochlearidae, nhưng hiện nay nó thông thường được coi là thành viên của họ Ardeidae.
Loài này sinh sống ở các đầm lầy cây ngập mặn từ México về phía nam đến Peru và Brazil. Nó có thân dài đến 54 cm. Chim trưởng thành có chỏm đầu màu đen, màu dài và lưng trên dài. Mặt, cổ và ức màu trắng và phần dưới màu nâu đỏ với các sườn bên màu đen. Cánh và lưng dưới màu xám nhạt. Chúng ăn cá, chuột, rắn nước, loài giáp xác, côn trùng và động vật lưỡng cư.